# Dien Barendsen-Cleveringa
Lutgerdina Afina (Dien) Barendsen-Cleveringa (Alkmaar, 29 augustus 1926 - Oegstgeest, 16 juni 2015) was een Nederlands rechter. Cleveringa was een van de eerste vrouwelijke staatsraden van Nederland.
Dien Cleveringa werd geboren in Alkmaar, als tweede dochter van Rudolph Pabus Cleveringa (1894-1980) en Hiltje Boschloo. Ze was genoemd naar haar oma van vaderskant (Lutgerdina Schleurholts) en haar een jaar overleden tante Afina ("Fien"). Haar vader was eerder dat jaar benoemd tot rechter bij de rechtbank Alkmaar, maar een jaar later verhuisde het gezin naar Leiden in verband met zijn benoeming tot hoogleraar aan de Universiteit Leiden. Dien bracht haar middelbareschooltijd door op het Stedelijk Gymnasium Leiden, waar haar vader in 1938 overigens curator werd. Ze zat in de tweede klas toen de Tweede Wereldoorlog uitbrak. Toen vader Cleveringa op 26 november 1940 zijn beroemd geworden protestrede tegen het ontslag van alle joodse medewerkers van de universiteit uitsprak, was Dien net als haar zussen reeds naar school; hij zou gedurende de oorlog enige malen geïnterneerd zitten. In 1944 slaagde ze voor haar eindexamen gymnasium terwijl haar vader in Kamp Vught zat.
Ze studeerde van 1945 tot 1949 rechten aan de Universiteit Leiden, waar ze ook lid was van de Vereeniging van Vrouwelijke Studenten te Leiden. Tijdens de ere-promotie van Winston Churchill op 10 mei 1946, waar haar vader optrad als promotor, bood ze samen met haar jongere zus Hiltje de bloemen aan Lady Churchill aan. en werkte vervolgens enige jaren als advocaat in Haarlem. In 1951 trouwde ze met met mijnbouwingenieur Pieter Barendsen (1926-?); ze kregen twee kinderen: Pieter en Hiltje Lutgerdien (vernoemd naar haar grootmoeder en haar tante, beiden Hiltje geheten). Het gezin verhuisde in 1956 naar Kärrgruwan in Zweden, waar Pieter een aanstelling als mijnbouwkundig ingenieur kreeg.
In 1958 keerde Cleveringa met haar twee kinderen weer terug naar Leiden, omdat ze het leven in Zweden onprettig vond; Pieter Barendsen bleef daar. Kort daarna scheidden de twee. Cleveringa kreeg een aanstelling als wetenschappelijk medewerker bij de afdeling burgerlijk recht van de Universiteit Leiden, als opvolger van de tot hoogleraar benoemde Jan Glastra van Loon. Ze werkte mee aan de vierde (laatste) druk van haar vaders grote handboek Zeerecht.
In 1968 werd Cleveringa benoemd tot rechter bij de rechtbank Haarlem; ze was daar onder andere betrokken bij de rechtszaak van de Bloemenhovekliniek tegen minister Van Agt over de tijdelijke sluiting van de kliniek. In 1976 werd ze benoemd tot raadsheer in het gerechtshof Den Haag. In juli 1979 werd ze staatsraad bij de Raad van State, afdeling rechtspraak; ze was de vierde vrouwelijke staatsraad in de geschiedenis van de Raad. Ze was later ook voorzitter van de afdeling Verkeer en Waterstaat van de Raad van State en waarnemend voorzitter van de afdeling Rechtspraak. In 1993 trad ze terug als staatsraad; wel was ze van 1991 tot 1996 nog raadsheer-plaatsvervanger bij het Gerechtshof Den Haag.
In 1981 volgde ze oud-premier De Jong op als voorzitter van het Comité Nationale Herdenking. Ze was ook voorzitter van de Stichting Oranje Hotel. In 1988 ondertekende ze met vele andere prominenten (onder wie Max van der Stoel, Piet de Jong, Til Gardeniers en Ch.J. Enschedé) een oproep tot vrijlating van de Twee van Breda.
Cleveringa overleed in 2015 op 88-jarige leeftijd. Ze was sinds 1987 commandeur in de Orde van de Nederlandse Leeuw.